# Wernsbach (Georgensgmünd)
Wernsbach (fränkisch: Wärnschba) ist ein Gemeindeteil der Gemeinde Georgensgmünd im Landkreis Roth (Mittelfranken, Bayern). Wernsbach liegt in der Gemarkung Wallesau.

## Geografische Lage
Durch das Dorf fließt der ca. 0,5 km weiter östlich entspringende Wernsbach, der ein rechter Zufluss der Rednitz ist. Der Ort ist ringsum von Wald umgeben: im Westen die „Birkach“, im Nordwesten das „Hölzlesmoos“, im Nordosten die „Westerlohe“, im Osten der „Schindersweiher“, im Südosten der „Trattschlag“ und im Süden die „Hollerstube“.
Die Kreisstraße RH 7 führt zu einer Anschlussstelle der Bundesstraße 2 und weiter nach Wallesau (3 km nordöstlich). Eine Gemeindeverbindungsstraße führt nach Mauk (1,6 km südlich) bzw. nach Untersteinbach an der Haide (3,1 km nördlich). Ein Wirtschaftsweg führt nach Petersgmünd (3,4 km westlich).

## Geschichte
Der Ort wurde 1345 als „Wernspach“ erstmals urkundlich erwähnt. Der Ortsname leitet sich vom gleichnamigen Gewässernamen ab. Das Bestimmungswort ist der Personenname Werner.
Im Urbar für das burggräfliche Amt Roth, das ca. 1360 aufgestellt wurde, wurde für Wernsbach folgender Besitz angegeben: 1 Hube, 3 Lehen und 4 Hofstätten. Im Urbar des nunmehr markgräflichen Amtes Roth, das 1434 aufgestellt wurde, sind für Wernsbach 6 Güter, 1 halbes Gut, 1 Gütlein, 1 Hofstätte, 2 Selden, 1 Mühlstatt, 5 Reutäcker und 7 Reutwiesen angegeben. 1732 gab es laut den Oberamtsbeschreibungen von Johann Georg Vetter in Wernsbach 11 Anwesen (6 Höfe, 2 Halbhöfe, 1 Köblergut, 1 Gütlein und 1 Hirtenhaus). Alle Anwesen unterstanden dem Oberamt Roth.
In Wernsbach wurde in erster Linie Landwirtschaft betrieben und der Abbau von Sandstein in den nahegelegenen Wernsbacher Steinbrüchen. In den 1930er Jahren wurde Steinbruchbetrieb eingestellt.
Gegen Ende des 18. Jahrhunderts gab es in Wernsbach 10 Anwesen (5 Ganzhöfe, 1 Ganzhof mit Gastwirtschaft, 2 Halbhöfe, 1 Köblergut, 1 Gütlein) und ein Gemeindehirtenhaus. Das Hochgericht übte das brandenburg-ansbachische Oberamt Roth aus, die Dorf- und Gemeindeherrschaft sowie die Grundherrschaft über alle Anwesen hatte das Kastenamt Roth. 1804 gab es im Ort weiterhin 10 Anwesen.
Von 1797 bis 1808 unterstand der Ort dem Justiz- und Kammeramt Roth. Im Rahmen des Gemeindeedikts wurde Wernsbach dem 1808 gebildeten Steuerdistrikt Wallesau und der 1811 gegründeten Ruralgemeinde Wallesau zugeordnet. Am 1. Januar 1972 wurde Wernsbach im Zuge der Gebietsreform in Bayern nach Georgensgmünd eingegliedert.

### Baudenkmäler
In Wernsbach gibt es zwei Baudenkmäler:
- Haus Nr. 5: Gasthaus
- Haus Nr. 11: Erdgeschossiges Wohnstallhaus

### Einwohnerentwicklung
| Jahr      | 001818 | 001840 | 001861 | 001871 | 001885 | 001900 | 001925 | 001950 | 001961 | 001970 | 001987 |
| Einwohner | 73     | 93     | 112    | 93     | 96     | 87     | 83     | 121    | 105    | 108    | 75     |
| Häuser    | 15     | 16     |        |        | 17     | 19     | 19     | 22     | 22     |        | 25     |
| Quelle    | [ 15 ] | [ 16 ] | [ 17 ] | [ 18 ] | [ 19 ] | [ 20 ] | [ 21 ] | [ 22 ] | [ 23 ] | [ 24 ] | [ 1 ]  |

## Religion
Wernsbach ist seit der Reformation evangelisch-lutherisch geprägt und war ursprünglich nach Zu unserer lieben Frau (Roth) gepfarrt, seit 1812 ist die Pfarrei St. Maria (Wallesau) zuständig. Die Einwohner römisch-katholischer Konfession waren ursprünglich nach Maria Aufnahme in den Himmel (Roth) gepfarrt, heute ist die Pfarrei Maria Königin (Röttenbach) zuständig.